# لا سكاكين في مطابخ هذه المدينة
لا سكاكين في مطابخ هذه المدينة رواية للروائي السوري خالد خليفة. صدرت الرواية لأوّل مرة عام 2013 عن دار العين للنشر في القاهرة. حازت على «جائزة نجيب محفوظ للأدب» عام 2013، ودخلت في القائمة النهائية «القصيرة» للجائزة العالمية للرواية العربية لعام 2014، المعروفة باسم «جائزة بوكر العربية».

## حول الرواية
«لا سكاكين في مطابخ هذه المدينة» حفر عميق في أدوات الخوف والتشرذم خلال نصف قرن عاشه الوطن العربي. هي رواية عن مجتمع عاش بشكل متواز مع البطش والرغبات المقتولة٬ عبر سيرة عائلة اكتشفت أن كل أحلامها ماتت وتحولت إلى رماد كما تحولت جثة الأم إلى خردة يجب التخلص منها ليستمر الآخرون في العيش. رواية تثير وتطرح أسئلة أساسية وتحاول الكشف عن حقائق خراب الحياة العربية في ظل الأنظمة الاستبدادية التي استباحت ودمرت حياة وأحلام المواطنين العرب. في هذه الرواية يكتب «خالد خليفة» عن كل ما هو مسكوت عنه في الحياة العربية عامّة والحياة السورية خاصّة. هي رواية عن الأسى والخوف والموت الإنساني.